# رسم ضاهر
رسم ضاهر هي إحدى القرى المحتلة والمدمرة التابعة لمركز فيق التابع لمحافظة القنيطرة في هضبة الجولان بجنوب غرب سوريا.

## قبل الأحتلال
قرية في الجولان السوري المحتل تتبع إداريا إلى منطقة فيق في محافظة القنيطرة، بلغ عدد سكانها قبل عدوان 1967 حوالي 400 نسمة اعتاش سكان القرية على زراعة الخضروات والارز وتربية الابقار والماعز والاغنام، لوفرة المياه فيها وخصوبة اراضيها ومزارعها، واطلق التسمية عليها لكثرة «بصات» عيون المياه فيها عين البصة وعين وادي أبو شالوشة القريب من قرية الجوخدار، وتسمى قرية البصة «برسم ظاهر ايضاً» وتم تزويد القرية بمياه الشرب من مشروع شبكة مياه قرية الجوخدار
وتقع القرية في منطقة بركانية، جنوب غرب مدينة القنيطره ويجاور قريه البصه عده قرى صغيره مثل مقام ظاهر وكريز الواوي